# Hăucești
Hăucești – wieś w Rumunii, w okręgu Bihor, w gminie Chișlaz. W 2011 roku liczyła 45 mieszkańców.